# Zelena hemija
Zelena hemija je naučno polje koje obuhvata hemijska istraživanja i inženjerstvo čiji fokus je na dizajnu proizvoda i procesa koji minimizuju upotrebu i formiranje hazardnih supstanci. Dok se hemija životne sredine bavi prirodnim okruženjem i hemijskim zagađenjem u prirodi, zelena hemija ima za cilj umanjenje i sprečavanje formiranja kontaminacije na njenim izvorima.
U vidu hemijske filozofije, zelena hemija je primenljiva na organsku hemiju, neorgansku hemiju, biohemiju, analitičku hemiju, pa čak i fizičku hemiju. Fokus zelene hemije je na industrijskim primenama, nezavisno od tipa. Klik hemija se često navodi kao stil hemijske sinteze koji je konzistentan sa ciljevima zelene hemije. Objektiv je minimizacija hazarda i maksimizacija efikasnosti.
Primeri ključnih dešavanja u zelenoj hemiji su: upotreba superkritičnog ugljen dioksida kao zelenog rastvarača, upotreba vodenog rastvora vodonik peroksida za čiste oksidacije i upotreba vodonika u asimetričnoj sintezi. Zelena hemija nalazi primenu u superkritičnoj vodenoj oksidaciji, reakcijama u vodi, i reakcijama u čvrstom stanju.
Bioinženjerstvo je tehnika koji ima potencijal da ostvari ciljeve zelene hemije. Mnoge važne industrijske hemikalije se mogu sintetisati primenom modifikovanih organizama, na primer šikimat je Tamiflu prekurzor, koji se dobija bakterijskom fermentacijom.
Termin zelena hemija je formirao Pol Anastas 1991. godine. Sam koncept se pominje prvi put pominje u članku Trevora Klethza iz 1978. godine, gde je predloženo da se koriste alternativni procesi, umesto onih u kojima su zastupljene opasne supstance i eksperimentalni uslovi.

## Literatura
- Clark, J. H.; Luque, R.; Matharu, A. S. (2012). „Green Chemistry, Biofuels, and Biorefinery”. Annual Review of Chemical and Biomolecular Engineering. 3: 183—207. PMID 22468603. doi:10.1146/annurev-chembioeng-062011-081014.

## Spoljašnje veze
- EPA Green Chemistry Program Website
- Introduction to Green Chemistry and Recent Literature
- American Chemical Society Green Chemistry Institute
- California Department of Toxic Substances Control, Green Chemistry Initiative